# Bodil Thrugotsdatter
Bodil (Boedil) Thrugotsdatter († 1103) byla dánská královna jako manželka Erika I.

## Život
Bodil byla dcerou dánského hraběte Thrugota Fagerskinda a sestrou Svenda Thrugotsena. Stejně jako její manžel byla potomkem krále Svena I. Za Erika se zřejmě provdala před rokem 1086, protože v době vlády Olafa I. (1086–1095) žila s manželem v exilu u švédského dvora. Soudobé kroniky velebí její krásu a toleranci k manželovým konstantním nevěrám. Prý dokonce jeho milenkám upravovala vlasy.
Kolem roku 1100 doprovázela manžela na pouti do Jeruzaléma, on cestoval na koni, ona ve voze. Král Erik zemřel v Pafosu na Kypru (v roce 1103) během cesty. Bodil ho nechala pohřbít a pokračovala dál sama. Dorazila k jeruzalémské Olivové hoře, kde v roce 1103 zemřela.
V roce 1170 dánský král Valdemar I. Veliký, syn jediného syna Erika a Bodil Knuta Lavarda, v Dánsku zavedl křesťanský systém nástupnictví a Bodil byla prohlášena jedinou „skutečnou ženou“ svého manžela a matkou vládnoucího rodu. Z pohledu církevního práva by však její manželství bylo neplatné z důvodu příbuzenství. Tento fakt byl dlouho ignorován a Bodil byla dlouho líčena jako nevlastní sestra římskoněmeckého císaře a Erikova válečná cena. Tato revize historie může být vnímána jako znak toho, že se změnil status dětí narozených v manželství a mimo něj.